# Hisashi Kaneko
Hisashi Kaneko (Prefectura de Saitama, Japó, 12 de setembre de 1959) és un exfutbolista japonès.

## Selecció japonesa
Hisashi Kaneko va disputar 7 partits amb la selecció japonesa.